# Sông James (Virginia)

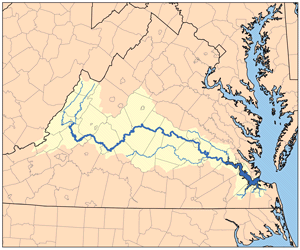
Bản đồ lưu vực sông James.

Sông James là con sông dài nhất tiểu bang Virginia, Hoa Kỳ.
Sông James dài 660 km (410 dặm) với lưu vực rộng 27.019 km² (10.432 dặm vuôngs), dân số sống trong lưu vực này là 2,5 triệu (2000). Đây là sông dài thứ 12 ở Hoa Kỳ và chỉ chảy trong một bang.
Sông được tạo thành tại Iron Gate, tây Virginia, bởi sự hợp lưu của hai con sông Jackson và Cowpasture. Sông hầu như chảy theo hướng đông nam đến Lynchburg, sau đó chảy theo hướng đông bắc đên Scottsville ở miền trung của Virginia, nơi này nó chuyển sang hướng đông nam vượt qua Richmond. Dưới Richmond, sông này mở rộng ra vào Hampton Roads, cửa sông mà thông qua đó sông James đổ vào vịnh Chesapeake. Tàu lớn có thể chạy vào sông  James đến Richmond được. Sông James có chiều dài 550 km (340 dặm). Các thác nước tại  Richmond cung cấp cho thành phố này một nguồn thủy năng dồi dào cho các ngành công nghiệp của Richmond. Các chi lưu của sông James có sông Appomattox và sông Rivanna. Jamestown là khu vực định cư lâu dài của người Anh đầu tiên hai bên bờ sông James vào năm 1607.